# Alfa Circini
Alfa Circini (α Circini, förkortat Alfa Cir, α Cir)  är en ensam stjärna belägen i den mellersta delen av stjärnbilden Cirkelpassaren. Den har en genomsnittlig skenbar magnitud på 3,20, är synlig för blotta ögat där ljusföroreningar ej förekommer och den ljusaste stjärna i stjärnbilden. Baserat på parallaxmätning inom Hipparcosuppdraget på ca 60,4 mas, beräknas den befinna sig på ett avstånd på ca 54 ljusår (ca 17 parsek) från solen.
Baserat på dess plats och rörelse genom rymden kan Alfa Circini tillhöra en grupp av stjärnor som kallas rörelsegruppen Beta Pictoris. Denna grupp har ett gemensamt ursprung och har en beräknad ålder på ca 12 miljoner år. Vid gruppens tillkomst uppskattas Alfa Circini till att vara belägen på ett avstånd av ca 91 ljusår från mitten av gruppen.

## Egenskaper
Alfa Circini är en gul till vit stjärna i huvudserien av spektralklass A7 Vp SrCrEu. Spektret visar på särskilda egenskaper som orsakas av den kemiska stratifieringen av yttre atmosfären. Den visar en måttlig brist på kol, kväve och syre, medan det finns en överskott av krom (Cr). Spektralklassificering anger att den har förhöjda nivåer av strontium (Sr), krom och europium (Eu) i sin atmosfär (jämfört med en typisk stjärna som solen). Den har en beräknad massa som är ca 1,5– 1,7 gånger större än solens massa, en radie som är ca 2 gånger större än solens och utsänder från dess fotosfär ca 10 gånger mera energi än solen vid en effektiv temperatur av ca 7 500 K.
Alfa Circini är en pulserande variabel av typen snabbt pulserande Ap-stjärna (roAp). Den varierar i visuell magnitud +3,17-3,19 med en period av 0,004740 dygn, eller 6,826 minuter. Den roterar med en period av 4,5 dygn och dess rotationsaxel är lutad med ca 37 ± 4° mot siktlinjen från jorden.